# لا بويبلا دي ألفيندين
بلدية لا بويبلا دي ألفيندين (بالإسبانية: La Puebla de Alfindén) هي بلدية تقع في مقاطعة سرقسطة التابعة لمنطقة أراغون شمال شرق إسبانيا.

## الديموغرافيا
بلغ عدد سكان بلدية لا بويبلا دي ألفيندين 5.433 نسمة عام 2011 (وفقاً للمعهد الوطني الإسباني للإحصاء).
| 1.578 | 1.657 | 2.339 | 3.559 | 4.432 | 5.033 | 5.433 |